# Haematopota microcera
Haematopota microcera är en tvåvingeart som först beskrevs av Seguy 1938.  Haematopota microcera ingår i släktet Haematopota och familjen bromsar.
Artens utbredningsområde är Kenya. Inga underarter finns listade i Catalogue of Life.